# Bourneau
Bourneau ist eine französische Gemeinde mit 717 Einwohnern (Stand 1. Januar 2022) im Département Vendée in der Region Pays de la Loire. Sie gehört zum Kanton La Châtaigneraie im Arrondissement Fontenay-le-Comte.

## Geographie
Sie grenzt im Nordwesten an Saint-Cyr-des-Gâts, im Norden an Rives-du-Fougerais, im Nordosten an Vouvant, im Südosten an Mervent, im Süden an Pissotte und Sérigné und im Südwesten an Marsais-Sainte-Radégonde. Der Dorfkern liegt auf 95 Metern über Meereshöhe. Die örtliche Fernstraße ist die Départementsstraße D938T, die zwischen Norden und Süden verläuft. In Bourneau entspringt die Smagne. Der Fluss namens Mère grenzt die Gemeindegemarkung im Südosten ab und wird dort durch die Barrage de Mervent gestaut.

## Bevölkerungsentwicklung
| Jahr      | 1962 | 1968 | 1975 | 1982 | 1990 | 1999 | 2008 | 2014 |
| --------- | ---- | ---- | ---- | ---- | ---- | ---- | ---- | ---- |
| Einwohner | 694  | 717  | 620  | 736  | 722  | 623  | 777  | 737  |

## Sehenswürdigkeiten

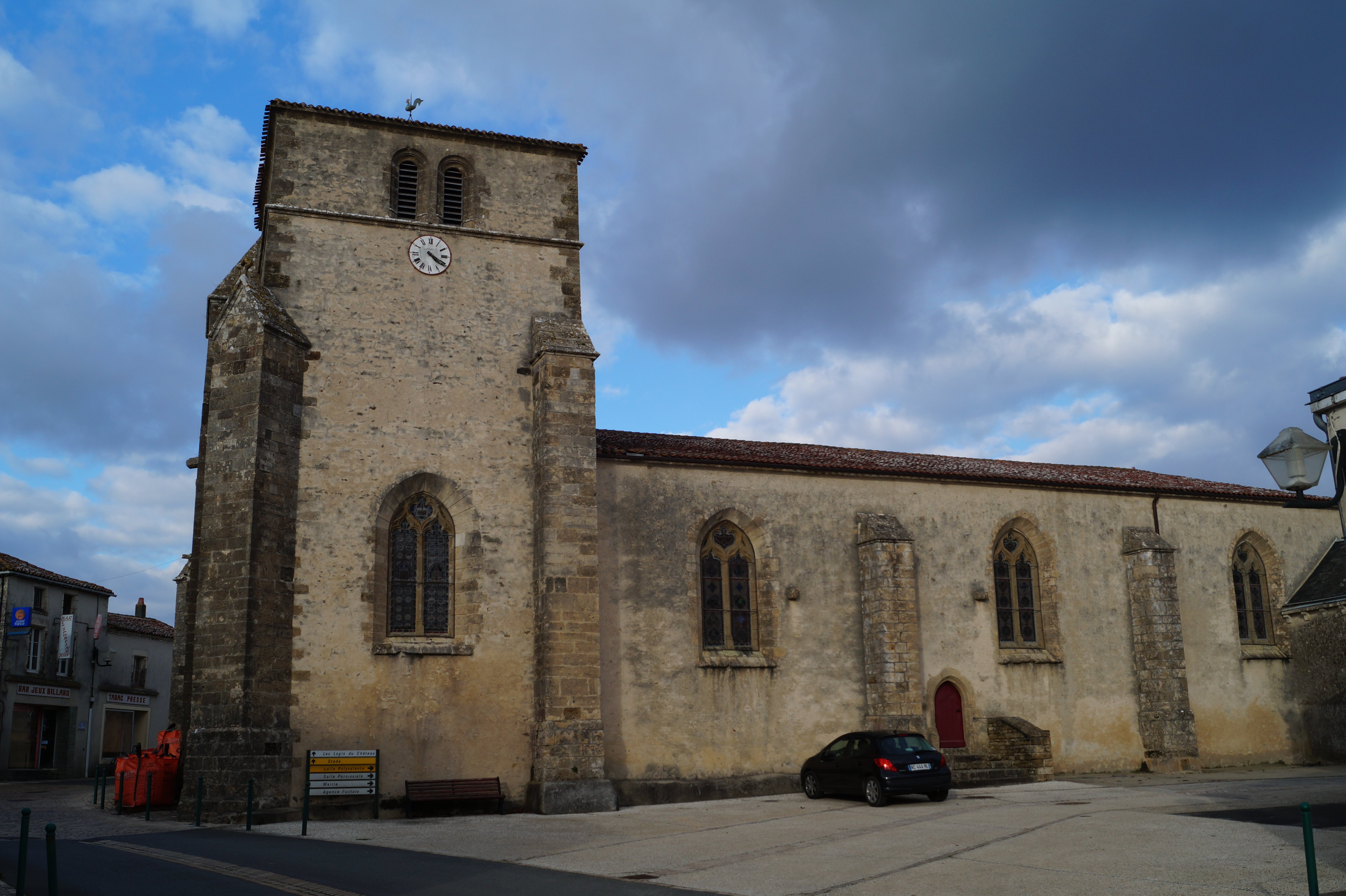
Kirche St-Jean-Baptiste

- Kirche Saint-Jean-Baptiste, Monument historique
- Stolpersteine von Gunter Demnig, siehe auch Liste der Orte mit Stolpersteinen.